# Dolna Kraina

Regiony geograficzno-historyczne Słowenii. Dolna Kraina oznaczona 2c

Dolna Kraina (słoweń. Dolenjska) − dawny powiat (kreis) w podziale administracyjnym Austro-Węgier, istniejący w latach 1849–1919, a obecnie region historyczny wyróżniany w ramach Słowenii, część Krainy. Głównym ośrodkiem jest Novo mesto, pomniejsze to Kočevje, Grosuplje, Krško, Trebnje, Mirna, Črnomelj, Semič i Metlika.